# A Traveler's Guide to Space and Time

A Traveler's Guide to Space and Time es una caja recopilatoria de la banda alemana de power metal Blind Guardian. Contiene los primeros siete álbumes (de Battalions of Fear a A Night at the Opera), los álbumes en directo, Live y Tokyo Tales y una versión en CD del DVD Imaginations through the Looking Glass. Los dos últimos discos contienen versiones nuevas y canciones inéditas.